# Nagy-Jenyiszej
A Nagy-Jenyiszej (oroszul: Большой Енисей) folyó Oroszország ázsiai részén, Tuva keleti felén. A Jenyiszej egyik, jobb oldali szülőfolyója; a másik a Kis-Jenyiszej.
Tuvai nyelven neve Бий-Хем (Bij-Hem), jelentése 'nagy folyó'.

## Földrajz
Hossza: 605 km, vízgyűjtő területe: 56 800 km², évi közepes vízhozama az alsó folyásán: 602  m³/s, legnagyobb vízhozama 4890 m³/s. 
Tuva északkeleti részének folyója. A kis Kara-Balik-tóból ered és hegyes vidékén, nagyrészt a Todzsai-medencén folyik végig. Tuva fővárosánál, Kizilnél egyesül a Kis-Jenyiszejjel, így keletkezik a Jenyiszej, melynek neve ezen a szakaszon Ulug-Hem (Улуг-Хем), vagyis Felső-Jenyiszej. A Nagy- és a Kis-Jenyiszej között az Obrucsev akadémikusról elnevezett hegység (хребет Академика Обручева) képezi a vízválasztót.
A folyó november végére befagy és május elején szabadul fel a jég alól. Május elején kezdődő magas vízállása akár őszig is elhúzódik. Fölfelé 285 km-en át hajózható.
Legnagyobb mellékfolyója a jobb oldali Hamszara (vagy Ham-Szira; hossza 325 km), további jelentős jobb oldali mellékfolyó a Szisztig-Hem (138 km) és alsó folyásán az Ujuk (143 km).
Vízgyűjtő területén található a Todzsa-medencében kialakított, az Azasz folyóról elnevezett természetvédelmi terület.